# Liam Cunningham
Liam Cunningham (Dublino, 2 giugno 1961) è un attore irlandese.
Ha recitato in numerosi film, ma la sua notorietà è dovuta al ruolo di Davos Seaworth nella serie Il Trono di Spade.

## Biografia
Cunningham è nato il 2 giugno 1961 a East Wall, una zona della città interna del Northside di Dublino. Ha tre sorelle e un fratello, ed è cresciuto in una famiglia di fede cattolica. Cunningham ha abbandonato la scuola secondaria all'età di 15 anni e ha proseguito la sua carriera come elettricista. Nel 1980 si è trasferito in Zimbabwe per tre anni, dove ha lavorato in un safari park nella manutenzione degli impianti elettrici. 
Dopo il ritorno in Irlanda, Cunningham, insoddisfatto del suo lavoro come elettricista, decise di seguire il suo interesse per la recitazione. Ha frequentato corsi di recitazione e ha iniziato a lavorare in un teatro locale. La sua notorietà è dovuta all'interpretazione di Davos Seaworth nella serie televisiva Il Trono di Spade. Inoltre, è anche protagonista nel video musicale di High Hopes della band Kodaline. 

## Vita privata
Risiede a Dublino con la moglie Colette da cui ha avuto tre figli: Ellen, Liam Jr. e Sean.

## Filmografia

### Cinema
- Tir-na-nog (È vietato portare cavalli in città) (Into the West), regia di Mike Newell (1992)
- La guerra dei bottoni (War of the Buttons) regia di John Roberts (1994)
- La piccola principessa (A Little Princess), regia di Alfonso Cuarón (1995)
- Il primo cavaliere (First Knight), regia di Jerry Zucker (1995)
- Jude, regia di Michael Winterbottom (1996)
- Dog Soldiers, regia di Neil Marshall (2002)
- Il cartaio, regia di Dario Argento (2004)
- Il vento che accarezza l'erba (The Wind That Shakes the Barley), regia di Ken Loach (2006)
- Hunger, regia di Steve McQueen (2008)
- Prison Escape (The Escapist), regia di Rupert Wyatt (2008)
- La mummia - La tomba dell'Imperatore Dragone (The Mummy: Tomb of the Dragon Emperor), regia di Rob Cohen (2008)
- The Last Vampire - Creature nel buio (Blood: The Last Vampire), regia di Chris Nahon (2009)
- The Tournament, regia di Scott Mann (2009)
- Perrier's Bounty, regia di Ian Fitzgibbon (2009)
- Harry Brown, regia di Daniel Barber (2009)
- Centurion, regia di Neil Marshall (2010)
- Scontro tra titani (Clash of the Titans), regia di Louis Leterrier (2010)
- Un poliziotto da happy hour (The Guard), regia di John Michael McDonagh (2011)
- War Horse, regia di Steven Spielberg (2011)
- Safe House - Nessuno è al sicuro (Safe House), regia di Daniel Espinosa (2012)
- Codice fantasma (The Numbers Station), regia di Kasper Barfoed (2013)
- The Childhood of a Leader - L'infanzia di un capo (The Childhood of a Leader), regia di Brady Corbet (2015)
- Le ultime 24 ore (24 Hours to Live), regia di Brian Smrz (2017)
- Way Down - Rapina alla banca di Spagna (Way Down), regia di Jaume Balagueró (2021)
- Demeter - Il risveglio di Dracula (The Last Voyage of the Demeter), regia di André Øvredal (2023)

### Televisione
- RKO 281 - La vera storia di Quarto potere (RKO 281), regia di Benjamin Ross – film TV (1999)
- Attila, l'unno (Attila) – miniserie TV (2001)
- Afterlife - Oltre la vita (Afterlife) – serie TV, episodio 2x04 (2006)
- Outcasts – serie TV, 8 episodi (2011)
- Camelot – serie TV, 1 episodio (2011)
- Strike Back – serie TV, 2 episodi (2011)
- Titanic - Nascita di una leggenda (Titanic: Blood and Steel) – miniserie TV, 5 puntate (2012)
- Merlin – serie TV, 2 episodi (2012)
- Il Trono di Spade (Game of Thrones) – serie TV, 42 episodi (2012-2019)
- Doctor Who – serie TV, 1 episodio (2013)
- Vera - Serie TV, 1 episodio (2013)
- The Musketeers – serie TV, 1 episodio (2015)
- Philip K. Dick's Electric Dreams – serie TV, episodio 1x03 (2017)
- The Hot Zone - Area di contagio (The Hot Zone) – miniserie TV, 6 puntate (2019)
- Domina – serie TV (2021)
- Il problema dei 3 corpi (3 Body Problem) – serie TV (2024-in corso)

## Riconoscimenti
- Premio miglior attore nel film È vietato portare cavalli in città (nome originale A Love Divided) al Cherbourg-Octeville Festival of Irish & British Film, edizione 2000
- Premio come miglior attore non protagonista nel film Hunger al Irish Film and Television Awards edizione 2009

## Doppiatori italiani
Nelle versioni in italiano delle opere in cui ha recitato, Liam Cunningham è stato doppiato da:
- Rodolfo Bianchi ne Il Trono di Spade, The Musketeers, The Hot Zone - Area di contagio, Domina, Demeter - Il risveglio di Dracula, Il problema dei 3 corpi
- Paolo Maria Scalondro ne Il cartaio, Un poliziotto da happy hour, Titanic - Nascita di una leggenda
- Gianni Giuliano in Jude, Safe House - Nessuno è al sicuro, Merlin
- Pasquale Anselmo in Prison Escape, La mummia - La tomba dell'Imperatore Dragone, Philip K Dick's Electric Dreams
- Massimo De Ambrosis ne Il primo cavaliere, The Last Vampire - Creature nel buio
- Stefano De Sando in Dog Soldiers, Codice fantasma
- Franco Mannella in Scontro tra titani, The Childhood of a Leader - L'infanzia di un capo
- Mario Cordova in Le ultime 24 ore, Way Down - Rapina alla banca di Spagna
- Saverio Indrio in Doctor Who, Masters of the Universe: Revelation
- Luca Biagini in Hunger, Strike Back
- Marco Balbi in La piccola principessa
- Giorgio Lopez in Attila, l'unno
- Angelo Maggi ne Il vento che accarezza l'erba
- Gaetano Varcasia in Centurion
- Dario Penne in The Whistleblower
- Ambrogio Colombo in War Horse
- Massimo Gentile in Camelot